# جيمس بلاك جروم
جيمس بلاك جروم هو محامي وسياسي أمريكي، ولد في 4 أبريل 1838 في إلكتون في الولايات المتحدة، وتوفي في 5 أكتوبر 1893 في بالتيمور في الولايات المتحدة. نشط حزبياً في الحزب الديمقراطي.

## مناصب
- انتخب عضو مجلس الشيوخ الأمريكي [الإنجليزية]‏ عن دائرة Maryland Class 3 senate seat ‏ وقد انضم خلال فترته النيابية [الإنجليزية]‏ (4 مارس 1883 – 4 مارس 1885) للكتلة البرلمانية الحزب الديمقراطي.
- انتخب عضو مجلس الشيوخ الأمريكي [الإنجليزية]‏ عن دائرة Maryland Class 3 senate seat ‏ وقد انضم خلال فترته النيابية [الإنجليزية]‏ (4 مارس 1881 – 4 مارس 1883) للكتلة البرلمانية الحزب الديمقراطي.
- انتخب عضو مجلس الشيوخ الأمريكي [الإنجليزية]‏ عن دائرة Maryland Class 3 senate seat ‏ وقد انضم خلال فترته النيابية [الإنجليزية]‏ (4 مارس 1879 – 4 مارس 1881) للكتلة البرلمانية الحزب الديمقراطي.
- انتخب عضو مجلس النواب لولاية ماريلند  [لغات أخرى]‏.
- انتخب حاكم ماريلاند [الإنجليزية]‏ (4 مارس 1874 – 12 يناير 1876).
- انتخب عضو مجلس الشيوخ الأمريكي [الإنجليزية]‏.